# Leksjön
Leksjön är en sjö i Lycksele kommun i Lappland och ingår i Lögdeälvens huvudavrinningsområde. Sjön har en area på 0,458 kvadratkilometer och ligger 507 meter över havet. Sjön avvattnas av vattendraget Leksbäcken.

## Delavrinningsområde
Leksjön ingår i det delavrinningsområde (714710-160480) som SMHI kallar för Mynnar i Långbäcken. Medelhöjden är 505 meter över havet och ytan är 28,71 kvadratkilometer. Det finns inga avrinningsområden uppströms utan avrinningsområdet är högsta punkten. Leksbäcken som avvattnar avrinningsområdet har biflödesordning 3, vilket innebär att vattnet flödar genom totalt 3 vattendrag innan det når havet efter 150 kilometer. Avrinningsområdet består mestadels av skog (52 procent) och sankmarker (41 procent). Avrinningsområdet har 0,46 kvadratkilometer vattenytor vilket ger det en sjöprocent på 1,6 procent.